# 星璃
星璃（しょうり、1994年3月24日- ）は、日本の俳優。京都府出身。ワタナベエンターテインメント関西事業部所属。劇団Patchのメンバー（1期生）。

## 人物
2012年、劇団Patchの第一期メンバーオーディションに参加し、最終選考会にて客席投票2位を獲得。劇団Patch1期生として入団する。ABCラジオ『劇場に行こう！』の初期メンバー。
趣味はMC・サッカー・模写・縫物・マリンスポーツ・カメラ・脱出ゲーム・サバゲー。特技は、殺陣・殺陣振り付け・武器小道具製作・利きコーラ。
特に武器･小道具制作の腕前は自他ともに認める程である。
劇団公演ではほぼ全ての公演で製作を担当、2019年公演のPatch×TRUMP series 10th Anniversary「SPECTER」で製作した小道具は同年 同シリーズ「Cocoon」に小道具提供の他、＠emotionの出演舞台「Mad Journy」では武器制作としても携わり、2021年の同劇団公演「FRAGMAN」では武器製作としてクレジットされている。
利きコーラはデビュー当時プロフィールに記載しており、2013年にABCラジオ『劇場に行こう!』内のコーナー「必死のPatch」にて利きコーラに挑戦するも失敗。以降特技欄より消されていたが、2020年に同コーナーにて再度挑戦し成功し7年越しにリベンジを果たした。

## 出演

### 舞台

#### 劇団Patch関連
- Patch stage vol.1 『OLIVER BOYS』 （2012年10月4日 - 5日、ABCホール）- 織原小鉄 役
- Patch stage vol.2 『岩窟少年』（2013年3月29日 - 31日、ABCホール）- ゴンサン 役
- Patch stage vol.3 『白浪クインテット』（2013年10月11日 - 14日、ABCホール）- 鬼面蓮士郎 役
- Patch stage vol.4 『破壊ランナー』（2014年3月6日 - 9日、ABCホール）- 蘭堂真紅郎 役
- Patch8番勝負　其の壱『11人の嫉妬する男たち～11 JEALOUS MEN～』（2014年5月18日 - 19日、森ノ宮ピロティホールサブホール）
- Patch8番勝負　其の弐『殺人の原稿犯で逮捕します』（2014年6月22日、森ノ宮ピロティホールサブホール）
- Patch8番勝負　其の四『ダークナイトストーリー〜黒騎士と白騎士〜』（2014年8月23日、森ノ宮ピロティホールサブホール）
- Patch8番勝負　其の七『筋肉少年』（2014年11月19日 - 20日、森ノ宮ピロティホールサブホール）
- Patch stage vol.5 『観音クレイジーショー』（2014年12月24日 - 30日、in→dependent theatre 2nd）- 果実滅彦 役
- Patch stage vol.6 『SPECTER』（2015年3月18日 - 22日 、ABCホール）- サトクリフ 役
- Patch stage vol.7 『幽悲伝』（2015年12月19日 - 20日、森ノ宮ピロティホール）- 因幡 役
- Patch stage vol.8 『磯部磯兵衛物語』（2016年4月20日 - 25日、ABCホール）- 中島襄 役
- Patch stage vol.10 『羽生蓮太郎』（2017年4月20日 - 4月24日、in→dependent theatre 2nd）- 歩野定春 役
- Patch stage vol.11 『JOURNEY-浪速忍法帖-』（2017年9月29日 - 10月8日、in→dependent theatre 2nd / 10月20日 - 22日、新宿シアターモリエール）- 布丁 / 毘沙丸 役
- 平成29年度演劇鑑賞会 劇団Patch特別公演 『大阪ドンキホーテ 〜スーパースター Patch ver.〜』（2018年3月23日 - 24日、大阪市中央公会堂）- 金光 / ブルース・ルー / マイク本郷 役
- Patch stage vol.12 『ボクのシューカツ。』（2018年10月31日 - 11月4日、HEP HALL / 2018年11月15日 - 17日、銀座博品館劇場）- 石橋 役
- Patch×TRUMP series 10th Anniversary『SPECTER』（2019年3月29日 - 31日、森ノ宮ピロティホール / 4月19日 - 21日、下北沢本多劇場）- カルロ 役
- Patch stage vol.13『カーニバル！カーニバル！カーニバル！カーニバル！カーニバル！カーニバル！カーニバル！カーニバル！カーニバル！カーニバル！カーニバル！カーニバル！カーニバル！』（2019年10月31日 - 11月3日、シアターサンモール / 11月6日 - 10日、ABCホール）- 岡田以蔵 役
- Zoom生演劇「ロックダウンスパイ」（2020年5月28日 - 6月28日） -  カブ 役
- カンテレ×劇団Patchプロジェクト 音楽朗読劇『マインド・リマインド～I am…～』(2020年12/26日-27日、サンケイホールブリーゼ/2021年1月28日-31日、紀伊国屋サザンシアターTAKASIMAYA) -  医師/彼女の弟 役

#### その他の舞台
2013年
- 『Evergreen Online/EDIT』（2013年7月5日 - 8日、in→dependent theatre 2nd）- ギド 役

2014年
- 演劇集団よろずや vol.23『盆がえり』（2014年8月8日 - 10日、シアトリカル慶應院）- 升谷亮治 役
- 企画演劇集団ボクラ団義『紅蓮、ふたたび』（2014年10月8日 - 19日、笹塚ファクトリー）- 雷火 役

2015年
- 太子堂事務所『Take me out to the moon』（2015年3月27日 - 29日、シアトリカル慶應院）
- 『舞台 新選組オブ・ザ・デッド』（2015年5月2日-4日、HEP HALL  / 5月13日 - 18日、CBGKシブゲキ!!）- 藤堂平助 役
- 『倫敦影奇譚シャーロック・ホームズ～銀髪の使者と７人の容疑者』（2015年6月17日 - 21日、六行会ホール）- ウィギンス / オールデイカー 役
- 演劇集団よろずやvol.24『バイバイ』（2015年7月15日 - 17日、座･高円寺 / 8月1日、広島県民文化センター）- 緒方孝市 役
- 企画演劇集団ボクラ団義『十七人の侍』（2015年11月20日 - 29日、CBGKシブゲキ!!）- ヨキチ 役

2016年
- ENG第4回公演『Second you sleep～セカンドユースリープ～』（2016年5月18日 - 23日、上野ストアハウス）- 主演・カイマ 役
- 『The Fiend with Twenty Faces　幻燈の獏』（2016年6月8日 - 12日、シアターKASSAI）- 栗田少佐 役
- バンタムクラスステージ番外公演・短編集2016『THE SHORT CUTs SEVEN』（2016年9月10日 - 19日、高円寺アトリエファンファーレ）- エルモンド / ヒロキ 役
- BLACK★TIGHTS EDGE/Men Soul vol.1『ファウストの檻』（2016年11月3日 - 6日、in→dependent theatre 2nd）- アベル 役
- 爆走おとな小学生『初等教育ロイヤル』（2016年11月23日 - 27日、新宿村LIVE）- 鈴木くん 役
- ツツシニウム『カエルエカ』（2016年12月20日 - 24日、両国門天ホール）- 星璃 役

2017年
- 劇団ショウダウン『ドラゴンカルト』（2017年1月27日 - 29日、シアターグリーンBOX IN BOX Theater / 3月23日 - 26日、大阪市立芸術創造館）- アーロン 役
- シアターKASSAIプロデュース『サンサーラ式葬送入門』（2017年3月1日 - 5日、シアターKASSAI）- 藍川誠也 役
- ENG第六回公演『メトロノウム』（2017年6月28日 - 7月3日、日暮里d倉庫）- ビャクヤ 役
- BLACK★TIGHTS 『狐姫』(2017年7月16日) 日替わりゲスト アベル役
- 爆走おとな小学生『勇者セイヤンの物語（真）』（2017年7月26日 - 30日、CBGKシブゲキ!!）- スラウィムナイト 役
- DMF/ENG提携公演vol.3『クレプトキング』（2017年11月15日 - 20日、六行会ホール）- 播磨銅 役
- 犀の穴プロデュース『ONE DAY』（2017年12月20日 - 24日、犀の穴）- ジェイ・ノア 役

2018年
- 犀の穴プロデュース『あの子の宿題』（2018年1月18日 - 21日、犀の穴）- タケル 役
- ツツシニウム『ノコッタカンカク』（2018年2月8日 - 12日、八幡山ワーサルシアター）- 男3 役
- カガミ想馬プロデュース『熱海殺人事件 - ザ・ロンゲスト・スプリング』（2018年4月11日 - 16日、阿佐ヶ谷アルシェ）- 大山金太郎 役
- LIVE DOG『ファントムチューニング外伝』（2018年5月9日 - 13日、新宿村LIVE）- 烏天狗 役
- ENG第八回公演『山茶花』（2018年6月6日 - 10日、BIG TREE TEATHER）- ヒゴ 役
- @emotion presents Expression Vol.8 茶『Mad Journey』（2018年7月1日 - 8日、築地ブディストホール）- 紅孩児 役
- カガミ想馬プロデュース『イリクラ2018』（2018年8月1日 - 5日、BIG TREE TEATHER）- 主演・レッド 役
- DMF/ENG提携公演vol.4『メイカ 魔女と幕末の英雄』（2018年8月29日 - 9月2日、シアターサンモール）- 太壱 役
- X-QUEST 2018 AUTUMUN PERFORMANCE『四天王～エレメンタルフィクサー～』（2018年9月20日 - 24日、シアターサンモール）- 沙悟浄 役
- skプロデュースVol.2『 Letter later』（2018年11月8日 - 11日、高円寺アトリエファンファーレ）
- バンタムクラスステージ『クロッシング・クリスマス・クリアランス（完全版）』（2018年12月21日 - 25日、新宿村LIVE）- リリエンタール 役

2019年
- カガミ想馬プロデュース『熱海殺人事件 - 水野朋子物語』（2019年1月22日 - 29日、中野あくとれ）- 熊田留吉 役
- ENG第九回公演『Second You Sleep～セカンドユースリープ～』（2019年4月17日 - 28日、日暮里d倉庫）- 主演・カイマ 役
- ポップンマッシュルームチキン野郎 第33回公演『殿はいつも殿』（2019年5月16日 - 26日 王子小劇場 / 5月30日 - 6月2日、HEP HALL）- 塩麹桃肉 / リョウスケ 役
- カガミ想馬プロデュース ちょっかい王×Like a Galaxy『イリクラ -2019-～Iridescent Clouds～』（2019年7月18日 - 22日、BIG TREE TEATHER）- 主演・レッド 役
- DMF/ENG提携公演vol.5『LAST SMILE -ラストスマイル-』（2019年8月23日 - 9月1日、BIG TREE TEATHER）- ルーシェン 役
- 進戯団無命クラシックス『Lullaby』（2019年10月3日 - 6日、シアターサンモール）- 猿飛佐助 役

2020年
- 舞台『鬼滅の刃』（2020年1月18日 - 26日、銀河劇場 / 1月31日 - 2月2日、Aiia 2.5 theater kobe）- 錆兎 役
- ツツシニウム『フスマノオトン』（2020年7月29日 - 8月2日、シアターKASSAI） - 関谷 役
- ツツシニウム『ツバメの幸福』（2020年9月9日 - 13日、キーノートシアター） - 王子 役

2021年
- 舞台『元号男子』(2021年3月14日 公演中止に伴いのみ無観客配信実施、大手町三井ホール) - 幕末 役
- 舞台『刀剣乱舞』无伝 夕紅の士 -大坂夏の陣- (2021年4月11日-6月27日、IHIステージアラウンド東京) - 根津甚八 役
- 舞台『デストルドー9 アドゥレセンスの聖戦』(2021年7月23日-7月25日、吉祥寺シアター) - 三角怜人役
- DMF/ENG提携公演 vol.6『クレプトキング　月を見ていたかった兎』(2021年10月29日-11月7日、BIG TREE TEATHER)- 播磨銅 役
- Daisy times produce『私がホームズなのに』(2021年11月17日~11月21日、萬劇場) - 主演・和田進一 役
- mediterranean lily and fever vol.1『まむかいのおじさん』(2021年12月24日-12月29日、下北沢b1)- 中岡慎太郎 役

2022年
- @ emotion presents RExpresion vol.1 『ももがたり』(2022年2月23日-2月27日、BIG TREE TEATHER)- 風鬼 役
- ASSH-DX Vol.5～ 劇団☆ディアステージ collaboration ～『世界は僕のCUBEで造られる•2022』(2022年3月31日-4月10日、あうるすぽっと)- シド 役
- 竹内尚文プロデュース 【cocktail:Gypsy】-カクテル：ジプシー（2022年6月17日-26日、エビスSTARバー）- 範田 役
- 舞台「星屑の王」(2022年7月20日-24日、六行会ホール)- ミゲル 役
- カガミ想馬プロデュース Rock′S 公演「熱海殺人事件〜ザ・ロンゲスト・スプリング」(2022年8月16日-21日、バルスタジオ)-  主演・木村伝兵衛役
- eeo Stage action 劇団MNOP #2「悪を以って愛と成す」（2022年10月26日-30日、CBGKシブゲキ!! )-  仁 役
- Bobjack Theater vol.27『幸福レコード2022』（2022年12月21日-25日、TACCS1179 )-  密田英介 役

2023年
- @ emotion presents Expression Vol.9 銀『NEVER EVER NEVER』(2023年1月25日-1月29日、六行会ホール)- カール 役
- 「信長未満—転生光秀が倒せない—」(2023年3月23日-3月26日、神奈川県 KAAT神奈川芸術劇場 ホール)-  前田慶次郎利益 役
- 感謝の日々を特別企画【Three Primary Colors】「蒼き空には嵐は吹かず」(2023年4月19日-23日、大塚萬劇場)- 永倉新八 役
- @ emotion presents Expression Vol.9 銀『NEVER EVER NEVER』(2023年5月12日-5月14日、ABCホール)- カール 役
- 「ボクノロワイヤル～髪の毛同士の戦闘絵巻～」(2023年6月7日-6月12日、CBGKシブゲキ!!)- ヒダリガワ 役
- collaboLab『スペーストラベロイド』(2023年7月19日-7月23日、BIG TREE THEATER)- 火野 役
- 劇団フルーツバスケット『新オズの魔法使い』(2023年8月15.16日、かでるアスビックホール)-ロークワット 役
- ピーズラボ 『ジャングルジャングル9』(2023年9月20日-24日、王子小劇場)-2号 役
- @ emotion presents Expression vol.10 金『IKIZAMA』(2023年11月8日、公演中止に伴いのみ上映会実施)-真田幸村 役
- mediterranean lily and fever vol.4 中野裕理演劇活動20周年記念公演『南阿佐ヶ谷姉妹物語feat.まむおじ』(2023年12月27日-31日、大塚萬劇場)-かんたろ 役

2024年
- ToyLateLie10周年記念 vol.2 第15回本公演 『明日死ぬ私のやりたい100のこと。』(2024年2月15日-2月19日、池袋グリーンシアター BASE THEATER)- 中島陽典 役
- Daisy times produce 『横浜キョンシーRENDEZ-VOUS』(2024年5月29日-6月2日、六行会ホール)-  ジョー＝沙々木 役
- Yulirioプロデュース 「鶏卵衝突」 (2024年7月31日-8月4日、中野・テアトルBONBON)-  主演・コウ 役
- 舞台『リーマンズクラブ』(2024年9月5日-11日、シアターサンモール)-  外崎士龍 役
- ToyLateLie 仮説公演vol.4 in 大阪 再演『明日死ぬ私のやりたい100のこと。』(2024年10月11日-10月13日、大阪市立芸術創造館演劇練習室)- 中島陽典 役

2025年
- @ emotion presents Expression vol.10 金『IKIZAMA』(2025年1月15日-19日、六行会ホール)-真田幸村 役
- 三ツ星×BAR GIOIA「喜々とし、生けるもの。」(2025年2月20.21日、BAR GIOIA)
- Daisy times produce『カミシバイ -開-』(2025年6月25日-29日、六行会ホール)-白 役
- アメツチ×@emotion presents Remix stage『ももがたり』(2025年7月31日-8月4日、シアターサンモール)-風鬼 役

### イベント
- 「月刊コントHEP号」(2014年5月24日 HEP HALL)
- 劇団Patchのパッチこーい!!（2016年1月24日、HEPホール）
- ENG「Second You Sleep」 DVD&Blu-ray発売記念イベント「〜いざ！五色沼へ！〜」 (2016年12月2日 阿佐ヶ谷LOFT)
- 劇団Patchで年忘れ!紅白パチ合戦2016〜前前前世から千千千円と決めてたよ〜（2016年12月31日、森ノ宮ピロティホール）
- 爆走おとな小学生｢初等教育ロイヤルDVD発売記念夏期講習｣(2017年6月25日 EBRIETAS)
- ENG「メトロノウム」DVD&Blu-ray発売記念イベント「ワンダーランド 話のつづきをしよう」(2017年12月1日  阿佐ヶ谷LOFT)
- 「(仮)帰ってきた『な・か・い・ちゃ・ん』イベント」(2017年12月29日  絵空箱)
- 刀屋壱｢ 者～Sha～ ｣(2018年2月18日,19日 中目黒TRY)
- ENG ｢クレプトキング｣DVD&Blu-ray発売記念イベント「盗まれた心、思い出せ！」(2018年5月19日 阿佐ヶ谷LOFT)
- ツツシニウム｢ノコッタカンカク｣DVDイベント (2018年7月27日 下北沢亭)
- 劇団Patchのファン感謝祭！『劇団Patchのパッチこーい!! vol.3～時は来た。全員集合2days祭り!!～』（2018年9月3日、ABCホール）
- @emotion｢平成最後ノアトエモ祭り｣ (2018年10月7日 エビスSTARバー)
- 劇団Patchのファン感謝祭！東京初上陸『劇団Patchのパッチこーい!!〜ボクカツ。終活祭り!!～』（2018年11月18日、博品館劇場）
- ENG「山茶花」DVD&Blu-ray発売記念イベント「笑顔」 (2018年12月1日  阿佐ヶ谷LOFT)
- 萩原成哉 ＆ 田中宏輝 Birthday Event 『なるたぼ 30×25 〜平成最後の誕生日会〜』(2019年2月9日 しもきたドーン)
- ENG「メイカ」DVD&Blu-ray発売記念イベント「おもしろきこともなき夜におもしろく」(2019年2月15日 阿佐ヶ谷LOFT)
- MNOP#2｢旅立ちの詩｣アフターイベント(2019年6月7日 芸術創造館)
- 「福地慎太郎がアクションレベルを上げる姿をみんなで観察しようの会」(2019年7月6日 バルスタジオ)
- ｢…やっと帰ってきたな・か・い・ちゃん｣(2019年11月17日 Stadio BLANZ)
- 「birthdayな福地君を後輩君達がもてなす会」(2019年11月22日casuarise東池袋)
- 劇団Patchのファン感謝祭！『劇団Patchのパッチこーい!! vol.4～パチベンジャーズ全員集結（アッセンブル）!!2019年のエンドゲーム!!～』（2019年12月16日、YES THEATER）
- 「Birth of SHOWTIME〜30th〜」(2020年2月21日,22日 バルスタジオ)
- 中山義紘バースデーイベント『三十祭～なかよしの宴2020～」（2020年2月24日、森ノ宮ピロティホール）
- 福上げ#2.5「芝居の話がしたんだい！ もうすぐ誕生日だし再チャレジの巻」(2020年11月7日 下北沢亭)
- そろそろじゃない？ 『な・か・い・ちゃん』(2021年7月10日,11日 バルスタジオ)
- ツツシニウム｢フスマノオトン男子会｣ (2021年7月31日 下北沢亭)
- ツツシニウム｢ツバメの幸福会｣ (2021年8月1日 下北沢亭)
- 【ENG夏のイベント祭】「クレプトキング 月を見ていたかった兎」先行イベント (2021年8月15日 シアターKASSAI)
- 「福地慎太郎達が演出レベルを上げるのをみんなで見守る会」(2021年10月9.10日 バルスタジオ)
- 「福地慎太郎達が星璃のレベルを上げるのをみんなで見守る会」(2021年10月9日 バルスタジオ)
- 「Another one」vol.1(2022年1月15日 音部屋スクエア高田馬場)
- 「Theaterlive vol.13」(2022年2月13日 ミューズモード音楽院 本館 )
- JAMPAN『星空想馳－ほしぞらそうち－上映会』(2022年4月16,17日 溝ノ口劇場 )
- 劇団Patch 10周年記念イベント 『必死のパッチでやったんで、おおきに！！』（2022年4月27日、ABCホール）
- acoFESプレゼンツ『俳優×芸人どうなりますか！？ライブ』（2022年5月14日、ミューズモード音楽院 本館）
- 『松木わかは BIRTHDAY EVENT 2022』（2022年5月15日、バルスタジオ）
- 福コネ×星璃持ち込み企画『逢わせたい人逢わせてみた！』（2022年9月10日 下北沢亭）
- 『ザ・フィクション』(2022年9月17日 音部屋スクエア高田馬場)
- 「田淵累生 27th Birthday Event」1日目2部ゲスト（2022年9月18日 雷5656会館ときわホール）
- 「Another one vol.5」（2022年10月22日 音部屋スクエア高田馬場）
- 「 安達健太郎と役者が漫才とトークするLIVE 」（2022年11月6日 池袋GEKIBA）
- 「ICHIFES 3」（2022年11月27日 銀座博品館劇場）
- 「劇団Patchのパッチこーい!!vol.6パチ度増し増しパチ納め!!～劇団Patchが2022年やり残した事を詰め込みましたスペシャル!!～」（2022年12月3日 雷5656会館 ときわホール）
- Birth of SHOWTIME 33th 門野翔バースデーイベント 『Re:』（2023年2月19日 オクターブハウス・イベントスタジオ）
- 待ってました 『な・か・い・ちゃん』イベント(2023年4月1,2日 北池袋 新生館シアター)
- 「ただいま、大阪!!~オッス!オラ、星璃!30代に近づいたらこの童顔もどうにかなるかなと思ったけど案外人の顔って変わらないんだね。まぁ男は40からって言うから気長に待ってみるか。そんなことは置いといて久々にみんなで会おうよ!~」（2023年4月8日、日本橋ポルックスシアター）
- 「Another one」vol.12(2023年7月2日 音部屋スクエア高田馬場)
- 『ザ・フィクション』(2023年9月23日 大塚ドリームシアター)
- 遠藤しずか BIRTHDAY EVENT 2023(2023年10月15日 ブルースクエア四谷)
- エミィ賞グランプリ2023決勝大会(2023年11月20日 扇町ミュージアムキューブ)
- 劇団Patchファン感謝祭『劇団Patchのパッチこーい!!vol.7 君たちはどうパチるか〜2023年総決算でアレがアレするぞスペシャル〜』(2023年12月2日 新宿シアターモリエール)
- cafe 星の倉〜秘密のカフェでまったりお喋り〜(2024年1月26.27日)
- 門野翔バースデーイベント「Birth of SHOWTIME 34th」(2024年2月22.23日 下北沢亭)
- なかいちゃん2024春「なかいちゃん＋しょ」(2024年2月24日 下北沢亭)
- 「Theaterlive Vol.16」(2024年2月25日 ミューズモード音楽院 本館)
- 三ツ星リアルイベント 『RUSH!!』(2024年3月17日 専門学校ESPエンタテインメント大阪)
- 「Another one」vol.18(2024年4月14日 音部屋スクエア高田馬場)
- 三ツ星リアルイベント 『RUSH!!』(2024年4月20.21日 バルスタジオ)
- acoFES プレゼンツ『俳優×俳優どうなりますか！？ライブ』(2024年5月4日 ブルースクエア四谷)
- acoFES プレゼンツ『俳優×芸人どうなりますか！？ライブvol.12』(2025年5月5日 ミューズモード音楽院 本館)
- トイイベ3『#私100 映像完成記念イベント』(2025年5月14日 高円寺 studio K)
- 南阿佐ヶ谷姉妹feat.まむおじDVD発売イベント記念LIVE 『みんなでヤババろう』(2024年6月22日 歌舞伎町Sparkle)
- 三ツ星×BAR GIOIA(2024年6月28.29日 BAR JIOIA)
- 三ツ星×BAR GIOIA 三好大貴birthdayイベント(2024年9月14.15日 BAR GIOIA)
- NewTreeプロデュース「新木美優生誕祭2024」（2024年9月16日 赤坂CHANCEシアター）
- 『田淵累生１ヶ月遅れのバースデーイベント』（2024年10月19日 Route Theater）
- 実験型“即興劇”『ACT LABO』vol.2（2024年11月2日 ブルースクエア四谷）
- 新感覚即興インプロイベント『Theaterlive Vol.17』（2024年11月3日 ブルースクエア四谷）
- 近藤頌利 THE LIVE 2024（2024年11月24日  表参道GROUND）
- 三ツ星リアルイベント 『RUSH!!』(2024年11月29.30日 Route Theater)
- 三ツ星×BAR GIOIA 三ツ星クリスマスイベント（2024年12月24.25日 BAR GIOIA）
- 米原パーリータイムvol.4（2025年2月3日  LOFT9 Shibuya）
- 田淵累生"2025"First Event（2025年2月22日  日仏会館ホール）
- Birth of SHOWTIME 35th 〜祝10年目〜（2025年2月23.24日 Route Theater）
- 翔&星璃オフホワイトデー（2025年14.15日 BAR GIOIA）
- 三ツ星×BAR GIOIA 星璃バースデー 1日店長イベント(2025年3月29.30日 BAR GIOIA)
- 劇団Patchファン感謝祭『劇団Patchのパッチこーい!!vol.8』（2025年4月27日 新世界ZAZA HOUSE）
- 星璃&慶人 1日店長イベント(2025年5月30.31日 BAR GIOIA)
- タナ⭐︎フェス(2025年7月6日 ブルースクエア四谷)
- 三好大貴バースデー三ツ星イベント(2025年8月8日-10日 BAR GIOIA)

### 配信イベント
・「三好大貴 28th Birthday Online Event~はじめての生誕祭2020」(2020年7月27日)
・近藤頌利 オンラインイベント 「頌利の部屋～誕生日会やるってよ～」(2021年4月12日)
・ピーズラボ『ジャングルジャングル5』(2021年9月20日)
・Zoom怪談「彼岸百物語」劇団Patch vs 中山市朗（2021年9月24日-26日）
・劇団Patchファン感謝祭 『劇団Patchのパッチこーい!! 結成10周年のはじ卍リベンジャーズ お待たせしたぶん全力で楽しませるけど日和ってる奴いる!?』（2022年3月28日）

### 映画
- 炎〜HOMURA〜（2014年）
- JAMAPN Vol.2 短編映画「星空想馳－ほしぞらそうち－」(2022年)

### ドラマ
‣BSジャパン火曜ドラマ「池波正太郎時代劇 光と影」（2017年）

### テレビ番組
・ABC「F×Patch」（2012年）
・ABC「B×Patch」（2013年）
- ABC『おはよう朝日です』-リポーター（2016年-2019年）

### ラジオ
- 『橋詰優子の劇場に行こう！[23]』（2013年1月13日 - 2020年3月14、ABCラジオ）- パーソナリティー
- どっちもPatch!?（2013年4月8日 - 2016年3月29日、ソラトニワ梅田）
- ボクら劇団Patchです!!（2014年4月7日 - 2016年3月23日、ラジオ大阪）
- おおきにラジオ（2015年11月8日 - 2018年10月8日、毎月8日配信、WEプレミアム）
- 劇団Patchのラジオdeほないこか！（2018年12月8日 - 、毎月8日配信、WEプレミアム）

### 出版物
・MGC project「Misty Glorious Cycle写真集」- 戌役で参加

## 三ッ星
同じく劇団patchの三好大貴と星璃の2人によるユニット。三好の『三』、ツレ(ファンの呼び名)の『ツ』、星璃の『星』が由来である。
公演を打つことを目標に現在は主に配信にて活動。ファンと一緒に"おもろいもん"を作っていくというコンセプトのもと、メンバーのやりたいことやチャレンジしたいことを配信している。　
挨拶は『三好です！星璃です！そしてツレの皆さんも、み〜んな合わせて三ツ星です！ぺぇんっ！』。この『ぺぇんっ！』は、メンバーである三好大貴がデートシチュエーションでのブロマイド撮影中に繋いでいた手を恥ずかしくなり壁に『ぺぇんっ！』した、というところから生まれた。
・三ツ星 Monthly Online Event『RUSH!! vol.1』ゲスト:近藤頌利 (2021年2月14日)
・三ツ星 Monthly Online Event『RUSH!! vol.2〜星璃３ヶ月遅れのバースデー〜』(2021年6月29日)
・三ツ星 Monthly Online Event『RUSH!! vol.3～ みよちゃん２ヶ月遅れのバースデー ～』（2021年9月25日）
・三ツ星 Monthly Online Event『RUSH!! vol.4〜2021年総決算!〜』（2021年12月18日）
・三ツ星 Monthly Online Event『RUSH!! vol.5〜今年はじめてのぺぇん〜』ゲスト:田淵累生(夜の部)（2022年5月21日）
・三ツ星 Monthly Online Event『RUSH!! Vol.6〜リアルイベントは延期でごめんね！』ゲスト:北野楓希(昼の部)/日永麗(夜の部)（2022年9月24日）
・三ツ星リアルイベント 『RUSH!!』(2024年3月17日 専門学校ESPエンタテインメント大阪)
・三ツ星リアルイベント 『RUSH!!』(2024年4月20.21日 バルスタジオ)